# Murricia crinifera
Murricia crinifera là một loài nhện trong họ Hersiliidae.
Loài này thuộc chi Murricia. Murricia crinifera được miêu tả năm 1993 bởi Martin Baehr & Barbara Baehr.